# سفیدبرگ
سفیدبرگ (به کردی: سپێوه‌ر)، روستایی از توابع بخش کلاشی شهرستان جوانرود در استان کرمانشاه ایران است.

## جمعیت
این روستا در دهستان شروینه قرار دارد و براساس سرشماری مرکز آمار ایران در سال ۱۳۸۵، جمعیت آن ۵۶۸ نفر (۱۲۱خانوار) بوده‌است.